# Elisabeth Kobel

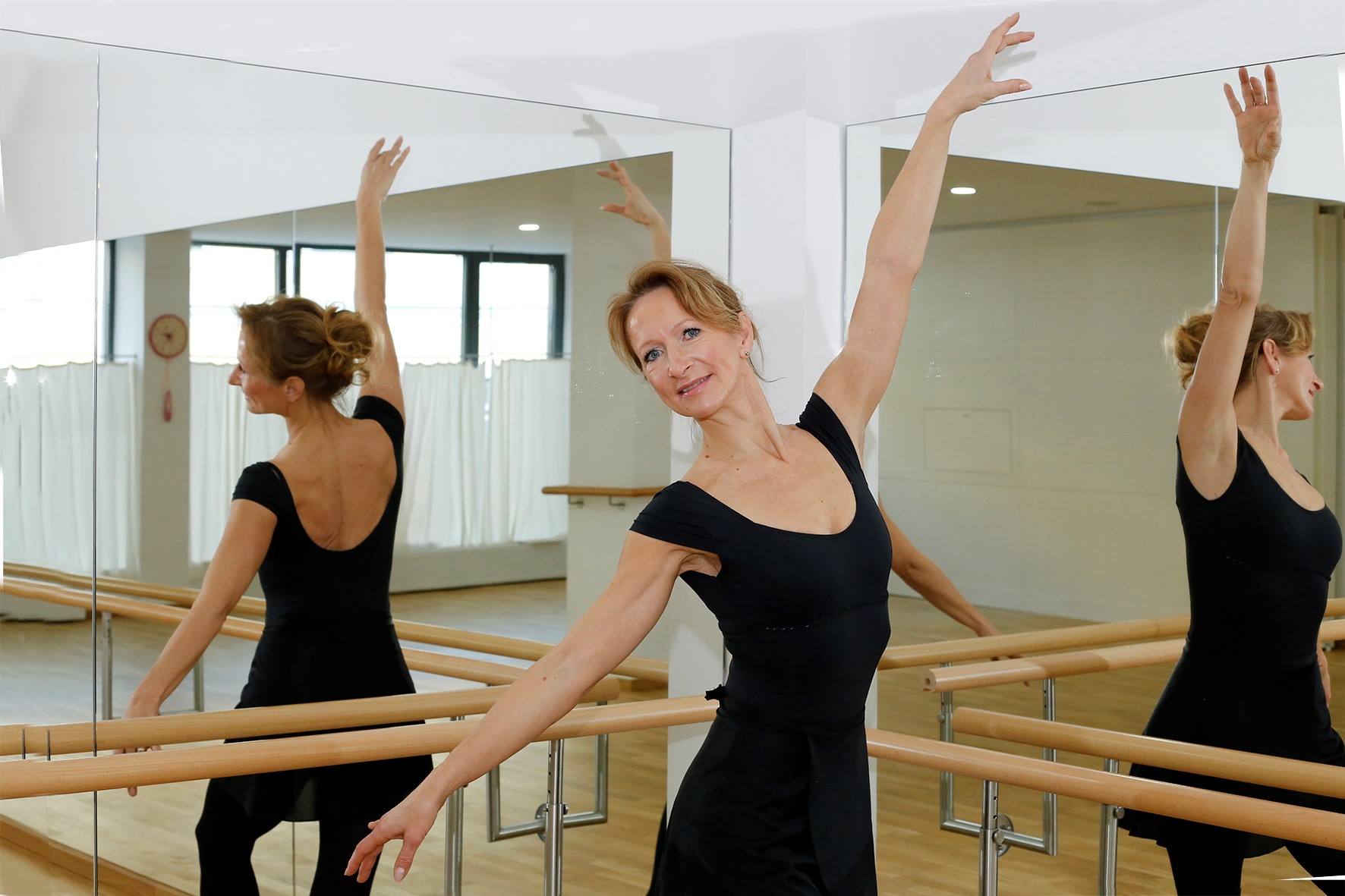
Elisabeth Kobel

Elisabeth Kobel (* 27. März 1967 in Baden) ist eine österreichische Balletttänzerin, Choreographin und Tanzpädagogin. Sie besitzt und leitet in Wien das „Ballettstudio Elisabeth Kobel“. 2024 wurde ihr vom Bundesministerium für Kunst und Kultur der Professorentitel verliehen.
Die Wienerin ist als Elisabeth Anna Pensch, Tochter österreichischer Eltern, in der Schweiz geboren. Die kunstinteressierte Akademikerfamilie bot ihr eine behütete und intellektuelle Atmosphäre. Sie ist eine ehemalige Balletttänzerin, die ihre Ausbildung an der Ballettakademie der Wiener Staatsoper erhielt und mit allen Abschlussprüfungen (Diplom) beendete. Karriere machte sie als Tänzerin mit Soloverpflichtung des Ballett der Volksoper Wien sowie bei internationalen Gastauftritten. Sie ergänzte ihre Ausbildung bei Internationalen Ballettsolisten. Seit dem Jahr 2000 widmete sie sich intensiv der Tanzpädagogik und eröffnete zehn Jahre später ihr erstes eigenes Ballettstudio im Wiener Bezirksteil Hietzing. Aufgrund ihrer herausragenden Leistungen im Bereich der Kunst-Zitat: Martin Schläpfer - Ballettdirektor und Chefchoreograph des Wiener Staatsballetts sowie Künstlerischer Leiter der Ballettakademie der Wiener Staatsoper, erhielt sie 2024 im Wiener Künstlerhaus den Professorentitel.

## Leben

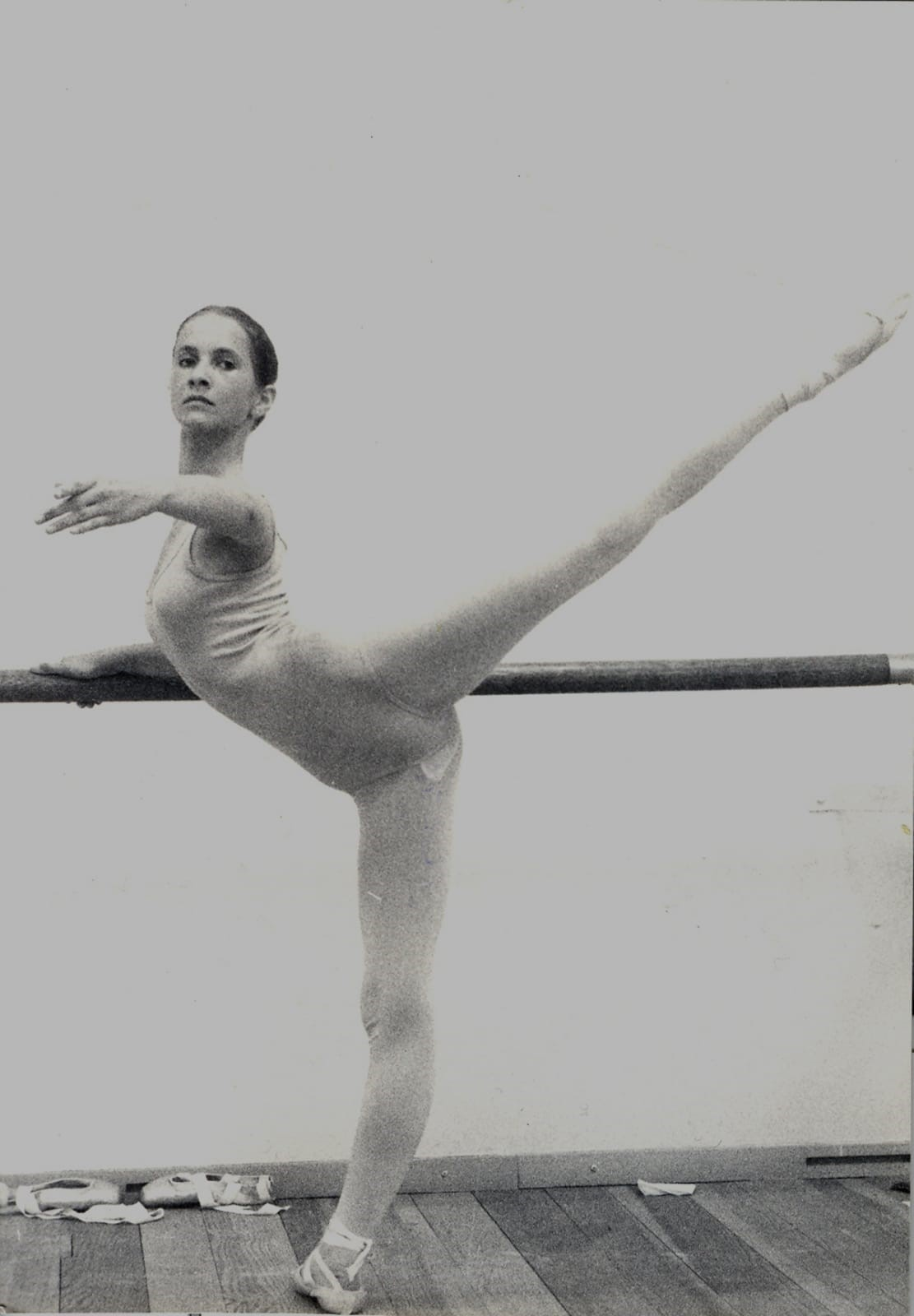
Elisabeth Pensch Ballettakademie

### Anfänge
Als ihre Familie 1969, berufsbedingt wieder in die Heimat übersiedelte, war sie zwei Jahre alt. Sie wohnte in der Hinterbrühl, wo sie die Volksschule und anschließend das BG Bachgasse Mödling besuchte. Ballettunterricht bekam sie schon mit fünf Jahren, in der „Ballettschule Schwamberger“ in Mödling. Schon früh machte sich ihr künstlerisches Talent bemerkbar. Parallel zum Balletttraining erhielt Elisabeth Pensch von 1974 bis 1978 Klavierunterricht und sie spielte im Carl Orff Orchester der Beethoven Musikschule Mödling mehrere Instrumente. 1981 begann ein zweijähriges Sologesang Studium bei Albert Antalffy-Vikipedio.

### Erste Bühnenerfahrungen
Zahlreiche Auftritte schon als Zehnjährige, sowohl als Ballett-Solistin als auch als Sängerin und Musikerin im Stadttheater Mödling, im Festsaal der Burg Perchtoldsdorf, und im Festsaal HOFBURG Kongresszentrum Vienna. Obwohl im Ballett außerordentlich talentiert, dachte damals niemand an eine Ballettkarriere, weil Elisabeth Pensch auch eine hervorragende Schülerin war, auch später in der Oberstufe des Realgymnasiums.

## Das künstlerische Schaffen

### Die Quereinsteigerin
Die Doyenne der Wiener Staatsoper, Riki Raab (1899 -1997), sie wurde noch an der Ballettschule der Hofoper ausgebildet, war Solotänzerin, später Jurorin bei Ballett-Audition. Im Auftrag der Ballettakademie der Wiener Staatsoper suchte sie (1978) in den Österreich/Bundesländer, Nachwuchstänzer – erfolglos – bis sie zuletzt doch noch die elfjährige Elisabeth Pensch fand. Mit der prominenten Empfehlung wurde sie aufgrund von „außerordentlicher Begabung“ noch in diesem „hohen Alter“ in die Ballettakademie der Wiener Staatsoper aufgenommen.

### Eine Entscheidung fürs Leben
Dieses Angebot anzunehmen war nicht leicht. Die Schülerin eines Gymnasium musste Montag bis Freitag, nach dem Unterricht, mehr als eine Stunde in die Wiener Innenstadt fahren und am Abend zurück in ihr Zuhause in der Hinterbrühl, 17 km südwestlich von Wien. Der Wochenplan der Ballettkinder lässt nur wenig Freizeit, abends waren oft Auftritte auf den Bühnen der Bundestheater. Das Training war extrem hart, die jährlichen zwei Übertrittprüfungen gefürchtet. Sie übersprang jedoch gleich nach dem ersten Zeugnis, ein ganzes Ausbildungsjahr. Durch Fleiß und eiserne Disziplin schaffte sie es, in fünf, statt in den üblichen acht Jahren, bis zum begehrten Ballett-Diplom.

### Ausbildung
Zum Lehrerteam zählten Tänzer wie z. B. die Ersten Solotänzer Karl Musil und Franz Wilhelm. Der Unterricht: Klassisches Ballett (täglich 90 Minuten), Ballett Intensiv (zweimal pro Woche 60 Minuten), Pas de deux, Spitzentanz, Rhythmik, Charaktertanz, Jazz Dance, Zeitgenössischer Tanz, Wiesenthal-Walzer, Folklore, Historischer Tanz. Die Geschichte des Balletts und Repertoire. Schauspielunterricht bekam sie von Susi Nicoletti, Bühnenfechten unterrichtete die Olympiasiegerin und Weltmeisterin im Fechten: Ellen Müller-Preis.

## Private Fortbildungskurse
- 1983 Internationale Stuttgarter Tanzwochen (BRD)[5]

Boden Exercise nach Boris Knyazev, Jazz Dance (Dick o`Swanborn), Klassischer Tanz (Galina Basowa-Kiev (UA)), Flamenco/Kastagnetten: José de Udaeta
- 1984 Wiener Staatsoper-Sommer Workshops

Akrobatik für die Bühne: Friedrich Juschin, Choreografie: Monika Wiesler
- 1988 ImPulsTanz Vienna

```
José Limón National Contemporary Tanztechnik-Joe Alegado (US)-Ballettacademy New York
```

## Auftritte
Bereits als Elevin trat Elisabeth Pensch an der Wiener Staatsoper, Volksoper Wien, aber auch im Burgtheater, "Der Diamant des Geisterkönigs" 1984/85, mit Paula Wessely als „Hoffnung“, auf. Während der Ausbildung zur Tänzerin fanden Castings für bevorstehende Opernpremieren statt. 1980 Aida Opernfestspiele Arena di Verona - Gastspiel in der Stadthalle Wien, jeden Abend vor 16.000 Zuschauern.
Wiener Staatsoper:
- 1981 Falstaff mit Giuseppe Taddei u. a.
- 1982 Die Zauberflöte mit Horst Stein, Edita Gruberova, Lucia Popp, Thomas Moser u. a.
- 1983 -1984 Rigoletto mit Riccardo Muti, Franco Bonisolli, Renato Bruson, Edita Gruberova u. a.
- 1983 - 1985 Die Puppenfee – Ballettabend. Auftritte als „Gigerl“, Oberösterreicherin und Japanerin in 17 Vorstellungen.
- 1986 Schwanensee Odile – Erscheinung.

## Ein verlockendes Angebot der Musicalschule
Das Theater an der Wien und sein Musical-Intendant Peter Weck warben 1984 für ein hauseigenes Musical-Ausbildungszentrum, das jedoch nur wenige Jahre bestand. Er engagierte Lehrer aus der ganzen Welt und startete ein offizielles Vortanzen für A Chorus Line, an dem auch Elisabeth Pensch teilnahm. Völlig überraschend wurde sie am Abend von Peter Weck persönlich angerufen, denn er wollte ihr ein Stipendium anbieten: „Ich habe unter den geschätzten tausend Tänzern nur eine Österreicherin gesehen, die ich für begabt halte und das sind Sie!“

## Diplom der Ballettakademie der Wiener Staatsoper
Sie entschied sich für das klassische Ballett. Immerhin war sie eine der sechs Elevinnen, die nach dieser harten Leistungsschule überhaupt zur Diplomprüfung antreten durfte. Variationen, Soli und Bravouren der großen Ballette Schwanensee, Dornröschen, Don Quichote auf Spitzenschuhen waren zu erlernen, bevor eine namhafte Jury ihr Können, auch in Folklore, Pas de deux und Übungen an der Stange, beurteilte. Mit 32 Fouetté und A la second Pirouetten auf der Spitze (Französisch ist die internationale Ballettsprache), ertanzte sie sich die Bühnenreifeprüfung und wurde sofort an die Volksoper Wien engagiert. Das einige Tage später stattfindende Vortanzen für die Staatsoper konnte sie nach einem Gelenkkapselriss im Training nicht wahrnehmen. Übrigens die einzige Verletzung in mehr als 50 Jahren Leben im Ballettsaal. Nachdem den Eleven jede Art von Sportausübung wie Schifahren oder Eislaufen verboten war, blieb es dabei.

## Corps de ballet -Tänzerin mit Soloverpflichtung

### Das Volksopernballett war damals sehr beliebt
Elisabeth Pensch trat, oftmals bis zu sieben Mal pro Vorstellung, auf. Sie musste, gerade einmal siebzehn Jahre alt, täglich beweisen, dass sie die körperliche, geistige und seelische Stärke besitzt, eine Profitänzerin zu sein. Der Trainings- und Probenaufwand war groß. Jeden Vormittag war Pflicht -Training mit anschließenden Proben. Am Nachmittag wurde für die Abendvorstellung trainiert, die fast immer um 22 Uhr endete. Eine nächtliche Heimfahrt nach Niederösterreich war unmöglich. Deshalb wohnte sie ganz alleine in Wien, nahe der Volksoper und sehnte sich nach ihrer Familie.

### 1.300 Vorstellungen in der Volksoper getanzt
Direktoren, in den sieben Spielzeiten, waren:  Karl Dönch (1973 bis 1987),  Eberhard Waechter 1987 bis 1992, nach dessen Tod übernahm Ioan Holender die Direktion. Zu ihren wichtigsten Rollen zählen: Uraufführung: 12. Juni 1988  „Hedy Kempny“ und „Geistige Liebe“ Ballettabend: Arthur Schnitzler und sein Reigen. Premiere: 29. Oktober 1989 „Therese Elßler“ und „Eitelkeit“: Ballettabend: Fanny Elßler - Frau und Mythos. Premiere: 28. April 1991 „Gute Fee“ und „Orientalische Prinzessin“: Ballettabend: Cinderella Musik: Sergej Prokofjew.

### Klassischer und moderner Tanz
Als vielseitige Balletttänzerin übernahm Elisabeth Pensch Rollen im klassischen und auch im modernen Repertoire. Schon 1987 zeigte sie beim Workshop „80 Flinke Beine“ ihr Können. Mit dem Tanz aus „Porgy and Bess“ überzeugte sie sogar den Kulturredakteur Wilhelm Sinkovicz in DIE PRESSE. Herausfordernd waren auch die Auftritte in der Grand Opéra mit Ballett, wie z. B. „Die verkaufte Braut“, die österreichische Erstaufführung am 15. April 1987 von „Die Weise von Liebe und Tod des Cornet“, eine Opernvision nach Rainer Maria Rilke und „Das schlaue Füchslein“. Die Premiere war am 20. Februar 1992.

### Repertoirevorstellungen und Neuproduktionen
In Operetten und Musicals übernahm Elisabeth Pensch manchmal auch Sprechrollen:
- 1985 Das Land des Lächelns, Madame Pompadour, Ungarische Hochzeit, Schwanda der Dudelsackpfeifer, Wiener Blut, Polenblut, Musical: Hello Dolly.
- 1986 Der Zarewitsch, Die Csárdásfürstin, Die Fledermaus beim Wiener Sommer in der Wiener Staatsoper.[11]
- 1987 Die lustige Witwe, Der Fremdenführer, Die Fledermaus, Ein Walzertraum, den Leutnant Niki sang Benedikt Kobel, ihr späterer Ehemann
- 1988 Der Zigeunerbaron, Orpheus in der Unterwelt, Musical: My fair Lady
- 1989 Die Zirkusprinzessin, Musical: Kiss me Kate
- 1990 Der Graf von Luxemburg, Servus Du - Robert Stolz Gala, Der Bettelstudent, Gasparone, Eine Nacht in Venedig, Der Opernball.
- 1991 Gräfin Mariza, Der Vogelhändler, die Titelpartie sang ihr Ehemann Benedikt Kobel.

### Gastauftritte im Inland
Die Tänzerin wurde immer wieder für Auftritte im Hofburg Kongresscenter und in den Redoutensälen, im Austria Center, Palais Auersperg, Palais Ferstel, Palais Schwarzenberg, Palais Pallavicini und in Erste Wiener Hotels engagiert. Bei allen, der jährlich 400 Ballveranstaltungen in Wien, sind für die Mitternachtseinlagen, auch heute noch, Balletttänzer gefragt. Elisabeth Pensch tanzte Wiener Walzer, [15] Cancan mit ihrem Akrobatik Solo, Csárdás und Musical-Choreografien. Sie wurde auch für getanzte Modeschauen (Pierre Cardin) und für Werbespots und Produktfotografien von Firmen der Luxusmarken, eingeladen.
- 1986 und 1991 Solistin bei der Eröffnung der Sommerspiele Melk.
- 1991 Wiener Festwochen Eröffnung - vor dem Wiener Rathaus - Open Air.

### Auslands -Tourneen und Gastspiele mit der Volksoper Wien
- 1989 und 1991 Operettenprogramm sowie Ballettabende in Japan und China Europatourneen nach Berlin, Mailand, Ferrara, Opernball in Istanbul.

## Der Tenor und die Tänzerin
Elisabeth Pensch war vom 1. September 1985 bis 30. Juni 1992 an der Volksoper Wien engagiert. Als sie ihren sieben Jahre älteren Mann, Benedikt Kobel, kennen lernte, stand sie längst auf eigenen Beinen, im wahrsten Sinne des Wortes. 1991, drei Monate nach dem ersten Rendezvous war die Hochzeit. Im gleichen Jahr wurde der „Tenor mit dem hohen C“, wie man ihn nannte, an die Wiener Staatsoper engagiert, wo er 2018 zum Kammersänger ernannt wurde.
Aufgrund der kognitiven Fähigkeiten (Kognition) von Elisabeth Pensch, sich Choreographien schnell zu merken, (für Tänzer gibt es ja keine Partitur), ihrer technischen Perfektion und Elastizität, sowie ihrer Musikalität, kam sie fast täglich zum Einsatz. Das Arbeitspensum der Balletttänzerin wurde für eine glückliche Ehe untragbar, sodass sie sehr schweren Herzens ihren Vertrag kündigte. Nun tanzte sie als freiberufliche Ballerina. Auch als Paar feierten die beiden Künstler internationale Erfolge. Gastspiele in der ausverkauften Konzerthalle der Sydney Opera mit 2688 Sitzplätzen und in der Festival Hall Melbourne mit 5.405 Zuschauern (Diese Zahlen sind für klassische Aufführungen hoch). Weitere Auftritte in Manila, Narvik und mit dem Geiger Lord Yehudi Menuhin, zusammen auf der Bühne, beim Gstaad Menuhin Festival in der Schweiz.
- Das Ehepaar hat vier gemeinsame Kinder, geboren zwischen 1997 und 2008.

### Die Choreographin
Seit 1990 choreographiert Elisabeth Pensch Tänze und Balleröffnungen. Seit 2016 auch mit ihrem eigenen Ballettensemble und mit Solotänzern des Wiener Staatsballett. Erfolgreich auf dem Ball der Wirtschaftsuniversität, Ball der Pharmazie, Ball der Dominikanerinnen, Bürgerball, Silvestergala Wiener Rathaus.

## Dreharbeiten - Film und Fernsehen
ORF-1982 Dokumentation: Grete Wiesenthal. Als Solistin zeigte sie die legendäre Tanztechnik. ORF-1987 Live - Übertragung der Operette „Die lustige Witwe“ aus der Volksoper. ORF-1987 Gast bei Heinz Hellberg: Ein Abend in Wien. ORF-1988 „Telewisch´n“ – in drei Folgen getanzt (Nach der Serie Spitting Image). ORF-1989 „Visionen aus der Kosmogenia“ von Krzysztof Penderecki. 1989 Mitwirkung im Spielfilm „Der König ohne Krone“ Regie: Franz Antel . 1991-1994 Als Mitglied des ORF-Fernsehballett trat Elisabeth Pensch, in den, von ORF-Generalintendant Teddy Podgorski kreierten und moderierten Sendungen „Seinerzeit“, regelmäßig auf. Neben Filmausschnitten aus dem Archiv traten die sechs Tänzerinnen mit dem jeweiligen Stargast auf: Anja Kruse, Conny Froboes, Hans Kulenkampff, Uschi Glas, Karl Merkatz, Helmut Lohner, Peter Kraus u. a. ORF-1991 Eurovision - Live Übertragung der Wiener Festwochen Eröffnung - Donauwalzer. ORF-2016 Homestory - Elisabeth und Benedikt Kobel, die Familie und das Ballettstudio. ORF-2018 Gast bei der Barbara Karlich Talk-Show –Thema: „Disziplin ist mein oberstes Gebot“. ORF-2018 „Haltungsnoten“. Besuch im „Ballettstudio Elisabeth Kobel“ ORF-2020 „Vorbereitung auf den Opernball im Ballettstudio Elisabeth Kobel.“ ORF-2023 Jänner-„Seitenblicke“ - Vergrößerung der Ballettschule von Elisabeth Kobel. ORF-2024 „Seitenblicke“ aus dem Wiener Künstlerhaus „Elisabeth Kobel ist Professorin.“

## Ballettpädagogin für Kinder, Jugendliche und Erwachsene
Nach jeweils einer kurzen Unterbrechung ihrer Karriere, nach den Geburten ihrer vier Kinder, begann Elisabeth Kobel mit dem regelmäßigen Ballettunterricht bei ASKÖ Arbeitsgemeinschaft für Sport und Körperkultur in Österreich. Nach erfolgreichen 11 Jahren, mit ihrer pädagogischen Tätigkeit, eröffnete sie 2010 ihr erstes eigenes Ballettstudio. Seither unterrichtet sie die Kunst der Bewegung in all ihren Formen. Nachdem immer mehr Kinder, Jugendliche und Erwachsene ihre Kurse besuchen wollten, wurden die damaligen Räumlichkeiten zu klein.

## Eigenes Ballettstudio - Förderung der Ballettkunst
Sieben Jahre später wurde das inzwischen renommierte „Ballettstudio Elisabeth Kobel“, im Zentrum von Hietzing - Ober St. Veit, feierlich eröffnet. Es ist seither ein Treffpunkt für jung und alt. Im Jänner 2023 konnte das Ballettstudio Elisabeth Kobel die Vergrößerung feiern. Zu dem bereits vorhandenen 116 m2 Spiegelsaal kamen ein 40 m2 Raum, größere Garderoben, noch zwei weitere Nassräume, eine gemütliche Lounge für die wartenden Angehörigen dazu.
Als Anerkennung für ihren, seit vielen Jahren geleisteten Beitrag für Kunst und Kultur speziell in Wien - Hietzing,  überreichte ihr die damalige Bezirksvorsteherin Silke Kobald die Auszeichnung des Hietzinger Ehrentellers und lobte den pädagogischen Wert ihres Ballettunterrichtes und gab ihrer Freude Ausdruck: „dass Kinder von einer so profund ausgebildeten Künstlerin unterrichtet werden. Wir wissen dieses Angebot hier im Bezirk sehr hoch zu schätzen!“  Erwähnt wurden auch die anspruchsvoll erarbeiteten Choreografien für die Ballettschulaufführungen beim Bezirksfest und im Festsaal des Amtshaus für den 13. und 14. Bezirk (seit 2011), sowie ihr Engagement während der Sommerferien beim Wiener Ferienspiel der Stadt Wien.
Damit sich der Unterricht nicht nur auf Ballett beschränkt, hat Elisabeth Kobel zusätzliches Wissen im Fitnessbereich und Gymnastik erworben und ihr eigenes Konzept entwickelt. Gut besuchte Kurse sind seither auch: Damengymnastik, Haltung bewahren, Body Fit mit Pilates, Ballett für Erwachsene, Yoga - Stretching, Ballett.

### Ort der Leidenschaft für Kinder und Jugendliche
Kinder ab 4 Jahre und Jugendliche, werden von Professor Elisabeth Kobel und ihren qualifizierten Trainerinnen unterrichtet. Sie legt dabei größten Wert darauf, dass die Eleven, von ihrer jahrelangen Berufserfahrung profitieren und eine erstklassige Ausbildung erhalten. Dabei geht es vor allem um die Freude an der Musik und an der Bewegung, anders als beim Sport. Nur so entsteht eine Verbindung aus Ausdruckskraft und Persönlichkeit, auf ihren individuellen Lebenswegen. Neben dem Schwerpunkt Bereich „Klassischer Tanz“, werden derzeit Akrobatik, Jazztanz, Contemporary und Hip Hop angeboten. Worauf in allen Kursen gleichermaßen Wert gelegt wird, ist Disziplin. Einige der Schülerinnen kommen schon seit 15 Jahren zu ihrer Ballettlehrerin. Auch diejenigen, die bereits in die Ballettakademie der Wiener Staatsoper oder in die Musik- und Kunst Privatuniversität der Stadt Wien, aufgenommen wurden.

### Expertin für Ballett und Events
Im Ballettstudio werden auch Audition Coaching und Expertentraining für Profis sowie Vorbereitungskurse für Tanz-Wettbewerbe und Bühnenberufe (Paritätische Prüfung - Bühnenreife) angeboten. Erfolge feierte die Expertin zuletzt mit zwei ihrer Ballett-Schülerinnen, die 2023, mit Choreographien von Elisabeth Kobel, beim Casting zum Nachwuchsförderpreis für die Goldene Note, bis ins Semifinale kamen. Events im Kongress- und Tagungswesen in Österreich sind in Planung.
Martin Schläpfer - Ballettdirektor und Chefchoreograph des Wiener Staatsballetts sowie Künstlerischer Leiter der Ballettakademie der Wiener Staatsoper:

„…Der berufliche Lebensweg von Elisabeth Kobel zeichnet sich nicht nur durch herausragende Leistungen im Bereich der Kunst als aktive Tänzerin und Choreographin, sondern auch durch ihr besonderes Engagement zur Vermittlung und Förderung der Ballettkunst bei Kindern, Jugendlichen und Erwachsenen aus.[…] Die Direktion des Wiener Staatsballetts möchte der geschätzten Elisabeth Kobel, ehemalige Tänzerin des Balletts der Volksoper Wien, Choreographin sowie Tanzpädagogin mit der Verleihung des Titels »Professor« Anerkennung aussprechen.“

## Auszeichnungen
- Hietzinger Ehrenteller (2017)[15]
- Ehrenprofessur (2024)[2]